# Bernard Prince
Bernard Prince – belgijska, francuskojęzyczna seria komiksowa, stworzona w 1966 przez scenarzystę Grega i rysownika Hermanna dla czasopisma "Tintin", a od 1969 ukazująca się także w formie indywidualnych tomów nakładem wydawnictwa Le Lombard. Hermann wykonał ilustracje do tomów 1–13 i 18., Dany  – do tomów 14. i 15., a Aidans – do tomów 16. i 17. Scenariusz do tomu 18. napisał Yves H., syn Hermanna. Po polsku Bernard Prince ukazuje się od 2017 nakładem wydawnictwa Kurc w formie albumów zbiorczych.

## Fabuła
Bernard Prince, były policjant Interpolu, przemierza świat na swoim jachcie "Kormoran". W przygodach towarzyszą mu: marynarz Barney Jordan i Djinn, mały sierota z Pakistanu.

## Tomy
| Tom | Tytuł i rok wydania polskiego        | Tytuł i rok wydania oryginalnego       | Uwagi                                                                              |
| --- | ------------------------------------ | -------------------------------------- | ---------------------------------------------------------------------------------- |
| 1   | Generał Szatan (2017)                | Le Général Satan (1969)                | Po polsku tomy te ukazały się w 2017 w albumie zbiorczym Bernard Prince. Księga 1. |
| 2   | Grzmot nad Coronoado (2017)          | Tonnerre sur Coronado (1969)           | Po polsku tomy te ukazały się w 2017 w albumie zbiorczym Bernard Prince. Księga 1. |
| 3   | Granica piekła (2017)                | La Frontière de l’enfer (1970)         | Po polsku tomy te ukazały się w 2017 w albumie zbiorczym Bernard Prince. Księga 1. |
| 4   | Przygoda na Manhattanie (2017)       | Aventure à Manhattan (1971)            | Po polsku tomy te ukazały się w 2017 w albumie zbiorczym Bernard Prince. Księga 1. |
| 5   | Oaza w ogniu (2017)                  | Oasis en flammes (1972)                | Po polsku tomy te ukazały się w 2017 w albumie zbiorczym Bernard Prince. Księga 1. |
| 6   | Prawo huraganu (2018)                | La Loi de l’ouragan (1973)             | Po polsku tomy te ukazały się w 2018 w albumie zbiorczym Bernard Prince. Księga 2. |
| 7   | Ogień potępionych (2018)             | La Fournaise des damnés (1974)         | Po polsku tomy te ukazały się w 2018 w albumie zbiorczym Bernard Prince. Księga 2. |
| 8   | Zielony płomień konkwistadora (2018) | La Flamme verte du conquistador (1974) | Po polsku tomy te ukazały się w 2018 w albumie zbiorczym Bernard Prince. Księga 2. |
| 9   | Guerilla dla ducha (2018)            | Guérilla pour un fantôme (1975)        | Po polsku tomy te ukazały się w 2018 w albumie zbiorczym Bernard Prince. Księga 2. |
| 10  | Tchnienie molocha (2018)             | Le Souffle de Moloch (1976)            | Po polsku tomy te ukazały się w 2018 w albumie zbiorczym Bernard Prince. Księga 2. |
| 11  | Forteca Mgieł (2020)                 | La Forteresse des brumes (1977)        | Po polsku tomy te ukazały się w 2020 w albumie zbiorczym Bernard Prince. Księga 3. |
| 12  | Cel "Kormoran" (2020)                | Objectif Cormoran (1978)               | Po polsku tomy te ukazały się w 2020 w albumie zbiorczym Bernard Prince. Księga 3. |
| 13  | Port szaleńców (2020)                | Le Port des fous (1978)                | Po polsku tomy te ukazały się w 2020 w albumie zbiorczym Bernard Prince. Księga 3. |
| 14  | Wczoraj i dziś (2020)                | D'hier et d'aujourd'hui (1980)         | Po polsku tomy te ukazały się w 2020 w albumie zbiorczym Bernard Prince. Księga 3. |
| 15  |                                      | Le Piège aux 100 000 dards (1980)      |                                                                                    |
| 16  |                                      | Orage sur le Cormoran (1989)           |                                                                                    |
| 17  |                                      | La Dynamitera (1992)                   |                                                                                    |
| 18  |                                      | Le Poison vert (1999)                  |                                                                                    |
| 19  |                                      | Menace sur le fleuve (2010)            |                                                                                    |